# Gyromite
Gyromite (в Японии — Robot Gyro (яп. ジャイロ Jairo)) — компьютерная игра, разработанная и выпущенная компанией Nintendo для своей игровой консоли NES в 1985 году. Эта игра стала одной из двух игр (другая — Stack-Up), использовавших специальный игровой аксессуар к консоли — манипулятор Robotic Operating Buddy (R.O.B.).

## Сюжет и игровой процесс

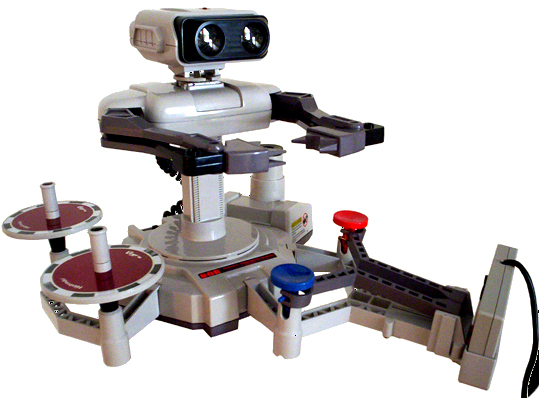
R.O.B., оборудованный для игры в Gyromite

Профессор Гектор и его ассистент профессор Вектор пытаются выбраться из своей лаборатории, избегая различные угрозы и голодных птицеподобных созданий — смирков.
В Gyromite присутствуют два режима игры.
В режиме Game A игра поделена на уровни, в каждом из которых за отведённое время необходимо собрать динамит, чтобы предотвратить взрыв лаборатории. R.O.B. при этом, управляя вторым контроллером консоли, выступает в качестве помощника для поднимания и опускания красных и синих ворот лаборатории. При нажатии кнопки Start на первом контроллере меняется фон экрана, которая детектируется манипулятором, после чего он с помощью своих гироскопов нажимает соответствующую кнопку на своём контроллере. Игроку нельзя попадаться смиркам — если они его настигнут, игрок теряет жизнь. Смирков можно раздавить закрывающимися воротами или отвлечь турнепсами, разбросанными по уровню. В этом режиме можно играть одному при помощи R.O.B. либо сообща двум игрокам — второй игрок при этом будет выполнять роль помощника R.O.B.
В режиме Game B игрок управляет не профессором Гектором (тот находится сонамбуле и ходит во сне), а непосредственно R.O.B. Для прохождения уровня необходимо провести спящего профессора с левого края уровня в правый. Подавая команды с помощью крестовины на перенос гироскопа, игрок может открывать и закрывать ворота, попадающиеся на пути профессора.

## Разработка

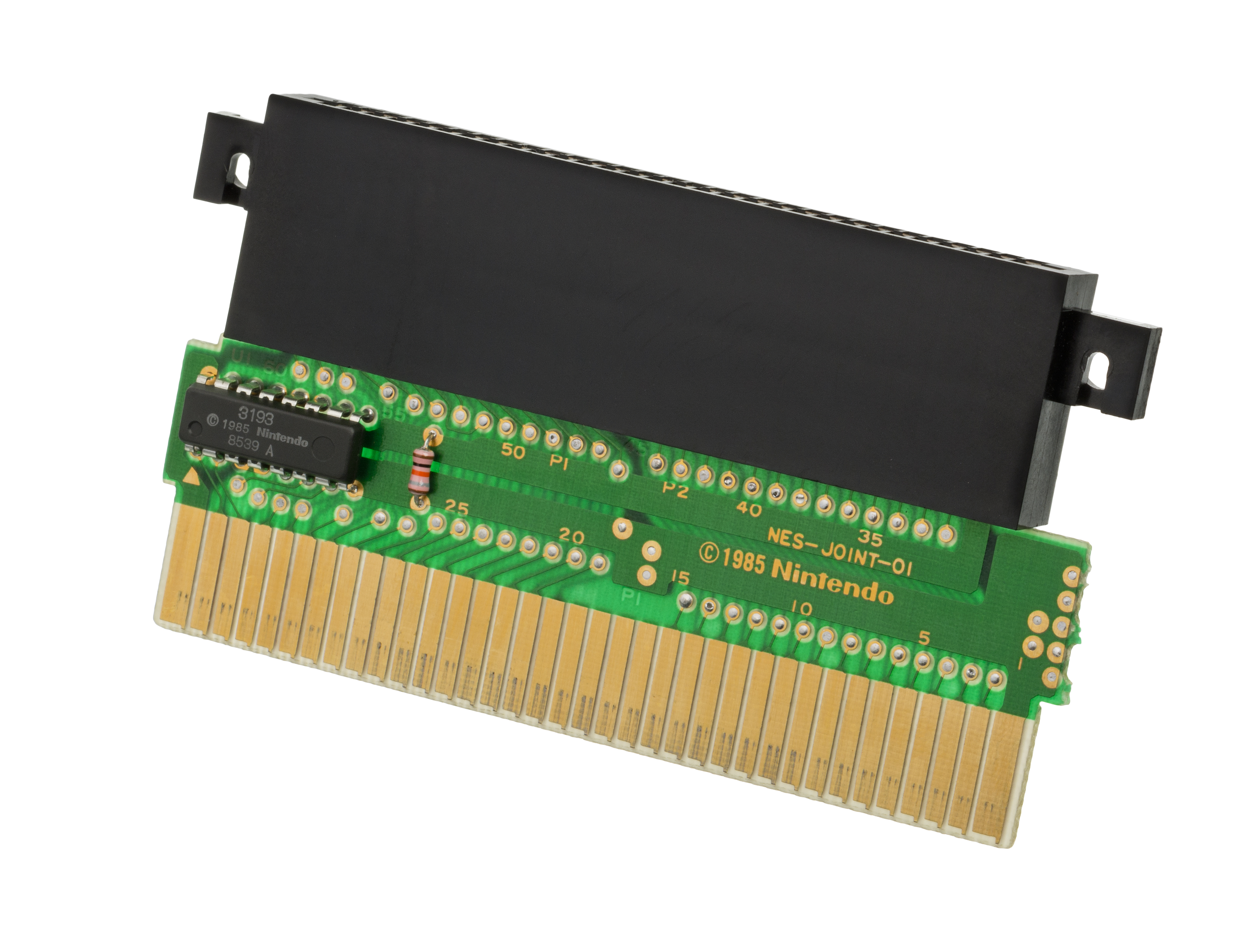
Адаптер Famicom из раннего тиража Gyromite

Gyromite стала одной из первых стартовых игр, доступных покупателям североамериканского региона на момент начала продаж консоли NES. Дабы сократить издержки производства, компания Nintendo приняла решение конвертировать печатные платы с игрой от японской Famicom с помощью специального переходника с 60-разъёмного японского картриджа на 72-разъёмный американский. Таким образом, первые тиражи игры на американском рынке были на самом деле японской версией. Такие версии легко отличить, так как они никак не локализовывались, и на титульном экране вместо Gyromite появлялось японское название игры — Robot Gyro. При этом теоретически владелец мог отсоединить оригинальную плату картриджа и подключить плату от японского картриджа для Famicon, обходя тем самым региональные ограничения консоли.

## Критика
В силу того, что Gyromite была одной из первых игр для NES и требовала дорогой и непопулярный игровой аксессуар, игровые журналы практически не рецензировали игру. Французские игровые издания «Génération 4» и «Tilt» в 1987 году, спустя два года после выхода, оценили игру на 75 % и 60 % соответственно.
Журнал «Nintendo Power» присудил игре 192 место в списке Nintendo Power Top 200, охватывавшем все игры для консолей Nintendo, вышедших к 2006 году.
Ретроспективный обзор электронного издания Retro Game Reviews в 2015 году присудил игре оценку 7/10, отметив запоминающуюся музыку и интересный дизайн уровней.